# Scrophularia chlorantha
Scrophularia chlorantha är en flenörtsväxtart som beskrevs av Ky. och Boiss.. Scrophularia chlorantha ingår i släktet flenörter, och familjen flenörtsväxter. Inga underarter finns listade i Catalogue of Life.